# Chiesa di San Michele Arcangelo (Marzano)
La chiesa di San Michele Arcangelo è la parrocchiale di Marzano, in provincia e diocesi di Pavia; fa parte del vicariato III.

## Storia
La prima citazione di una chiesa a Marzano, dedicata all'origine non solo a San Michele Arcangelo ma anche a Santo Stefano Protomartire, si deve ricercare nei rogiti del cancelliere episcopale Albertolo Griffi redatti tra la fine del Trecento e l'inizio del Quattrocento.
La chiesa risulta parrocchiale già nel 1538, mentre i registri datano a partire dal 1540.
Nel 1552 fu realizzata la cappella di San Fermo.
Dagli atti relativi alla visita apostolica del 1576 di Angelo Peruzzi s'apprende che la chiesa era sede di un vicariato e che le anime da comunione ammontavano a 150.

Tra il 1631 e il 1654 vennero costruiti il nuovo coro e il campanile.
Nel 1779 i parrocchiani erano 440, saliti a 442 nel 1807 e 479 nel 1877; nel frattempo, nel 1796 la chiesa era stata ampliata.
Nella relazione della visita pastorale del 1898 del vescovo Agostino Gaetano Riboldi si legge che nella chiesa avevano sede la Pia Unione della Sacra Famiglia e delle Figlie di Marie, le confraternite del Santissimo Sacramento e del Santo Rosario, la compagnia di San Luigi Gonzaga e la congregazione del Terz'Ordine di San Francesco d'Assisi.
Nel 1915 la chiesa fu oggetto di una ristrutturazione; nella seconda metà del XX secolo il vicariato di Marzano, che comprendeva le parrocchie di Calignano, Marzano, Roncaro, Spirago e Torre d'Arese, venne soppresso e la chiesa passò al vicariato di Lardirago.
Tra il 1985 e il 1987 la facciata venne restaurata e il 25 ottobre 1989, come stabilito dal decreto del vescovo Giovanni Volta che dava una nuova suddivisione territoriale alla diocesi, fu aggregata al vicariato III.
La facciata venne nuovamente restaurata nel 2008.

## Descrizione

### Facciata
La facciata della chiesa, che guarda ad occidente, è suddivisa in due registri, l'inferiore dei quali presenta l'unico portale d'ingresso, quattro lesene d'ordine dorico sorreggenti un cornicione caratterizzato da metope e da triglifi e due nicchie sovrastate da altrettanti timpani nelle quali sono ospitate delle statue ritraenti Sant'Antonio Abate e San Siro, quello superiore quattro lesene sopra le quali vi è il timpano triangolare caratterizzato da una dentellatura e due nicchie con, all'interno, le statue di Santo Stefano Protomartire e di San Michele Arcangelo.

### Interno
L'interno è ad un'unica navata sulla quale s'affacciano sei cappelle laterali; l'aula termina con il presbiterio di forma quadrata e sul quale si aprono la cappella invernale e la sacrestia, caratterizzata da una volta ad ombrello.
La chiesa è orientata con abside rivolta ad est e facciata a ovest.